# Stella Zacharova
Stella Georgijevna Zacharova (Russisch: Стелла Георгиевна Захарова, Oekraïens: Стелла Георгіївна Захарова) (Odessa, 12 juli 1963) is een voormalig turnster uit de Sovjet-Unie.
In 1979 behaalde Zacharova tijdens de wereldkampioenschappen de zilveren medaille in de landenwedstrijd en op sprong
Zacharova won tijdens de Olympische Zomerspelen 1980 in eigen land de gouden medaille in de landenwedstrijd, individueel kom zij niet doordringen tot een finales.
In 1981 tijdens de wereldkampioenschappen in Moskou veroverde Zacharova de gouden medaille in de landenwedstrijd en de zilveren medaille op sprong.

## Resultaten

### Olympische Zomerspelen
| Jaar | Plaats | Resultaten      |
| ---- | ------ | --------------- |
| 1980 | Moskou | landenwedstrijd |

### Wereldkampioenschappen
| Jaar | Plaats     | Resultaten               |
| ---- | ---------- | ------------------------ |
| 1979 | Fort Worth | landenwedstrijd · sprong |
| 1981 | Moskou     | landenwedstrijd · sprong |